# Cattedrale di Santo Stefano (Brisbane)
La cattedrale di Santo Stefano (in inglese: Cathedral of St Stephen) è il principale luogo di culto cattolico della città di Brisbane, in Australia, e sede vescovile dell'arcidiocesi di Brisbane.

## Storia
La chiesa è stata costruita tra il 1863 e il 1922, con ulteriori estensioni realizzate nel 1989. Il 26 dicembre 1863, festa di Santo Stefano, il vescovo James Quinn pose la prima pietra della grande cattedrale progettata da Benjamin Backhouse. 
Nel 1980 la cattedrale era caduta in uno stato di abbandono. Quando fu chiaro che la realizzazione di una nuova cattedrale, per la quale esisteva un progetto, non sarebbe avvenuta, è stato deciso che la cattedrale di Santo Stefano sarebbe stata rinnovata e adattata. L'ultima fase del restauro è stata completata nel 2000, quando l'organo del Giubileo è stato installato sopra il presbiterio.